# جنرال الکتریک سی‌جی۶۱۰
جنرال الکتریک سی‌جی۶۱۰ (به انگلیسی: General Electric CJ610) یک موتور هواگرد ساختِ کارخانهٔ جی‌ئی اوییشن در کشور ایالات متحده آمریکا است.